# Anthony Cox
Anthony D. Cox (Estados Unidos, 1936), es un productor de cine y arte estadounidense. Es conocido por haber estado casado con la artista japonesa Yoko Ono.

## Biografía

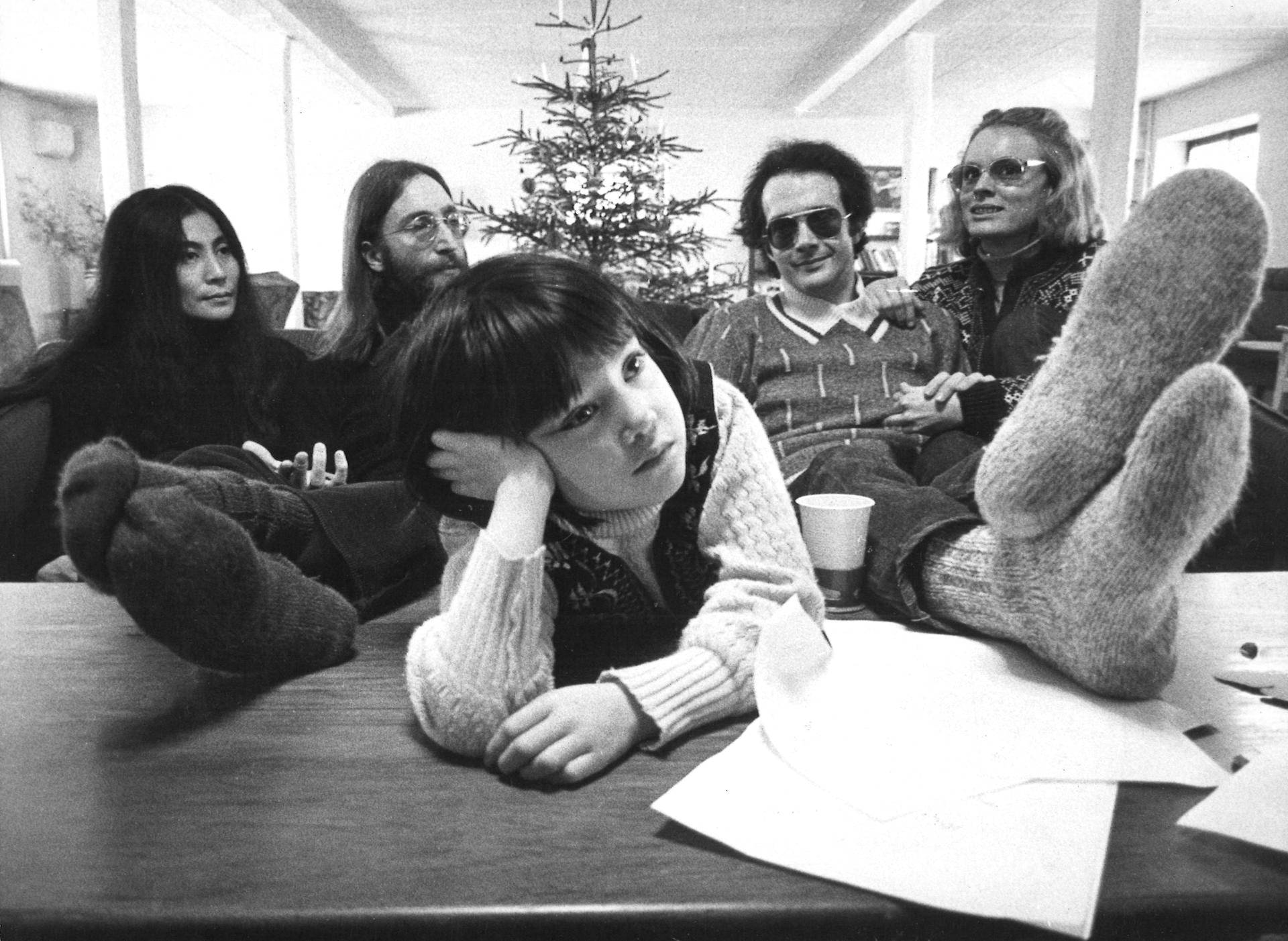
Visita de Yoko Ono y John Lennon (izquierda) para ver Kyoko (centro) en Dinamarca, donde vivían Anthony Cox y su mujer Melinda Kendall (derecha).

Cox conoció a Yoko Ono en 1961, tras haber visto algunas de sus obras en una exposición en Tokio, Japón. La pareja se casó el 28 de noviembre de 1962, pero el matrimonio  fue anulado el 1 de marzo de 1963, después de que Yoko Ono olvidara finalizar oficialmente el divorcio con su primer marido, el compositor japonés Toshi Ichiyanagi. Se volvieron a casar el 11 de junio de 1963, dos meses antes de que su hija, Kyoko Chan Cox naciera el 8 de agosto de 1963. Cox se convirtió en el cuidador a tiempo completo de Kyoko, y junto con Ono, continuaron colaborando como artistas conceptuales.
El alejamiento creciente de Ono hacia Cox, quien abandonó el apartamento que ambos compartían en Londres en 1967, inspiró a la artista para crear la obra Half a Room. Por otro lado, la ruptura de la pareja llevó a Ono a crear Ceiling Painting/Yes painting. El matrimonio se vino abajo en 1967, en parte después de que Yoko Ono conociera a John Lennon en una exposición de arte a finales de 1966. Cox y Ono se divorciaron el 2 de febrero de 1969. Para 1970, Cox había contraído matrimonio con una mujer estadounidense llamada Melinda Kendall, y se mudó a Dinamarca junto a Kyoko.
Tras una batalla legal, Cox obtuvo la custodia de Kyoko. Sin embargo, en 1971 Cox, quien se había unido un grupo religioso conocido como Church of the Living Word (en español, la Iglesia de la Palabra Viviente), desapareció junto a su mujer Melinda y su hija Kyoko, en contra de lo estipulado en la custodia. Después de varios años, Cox dejó el grupo religioso y se asentó durante un tiempo en la comuna Jesus People USA (en español, El Pueblo de Jesús USA) en Chicago, Estados Unidos. El matrimonio de Cox con Melinda fue disuelto por decisión del líder religioso del grupo al que había pertenecido.
Cox y su hija Kyoko contactaron con Yoko Ono tras la muerte de John Lennon en 1980, sin revelar su localización. Posteriormente, Ono aceptó no intentar localizar constantemente a su hija, aunque deseaba aún mantener contacto con ella. En 1994, a la edad de 31 años, Kyoko decidió restablecer contacto con Ono y ambas han mantenido una relación desde entonces.
En 1985, en el documental autobiográfico Vain Glory, Cox compartío sus experiencias con los Lennon, con el grupo religioso al que había pertenecido y con su vida agitada. La película acredita a Kyoko como coproductora. 